# Terra a Terra
Os Terra a Terra foram um grupo musical português de repertório tradicional. A sua actividade estendeu-se de 1977 a 1984.

## História
Formados em 1977, na altura com o nome "Terra Sem Amos", os Terra a Terra pertencem à galeria dos diferentes grupos que se dedicaram ou dedicam à estilização heterodoxa da música portuguesa de tradição oral.
A formação inicial grava o LP Dançando e Pulirando, o qual inclui temas de diversas origens geográficas (Alentejo, Beira Baixa, Trás-os-Montes, etc.), sendo as recolhas feitas pelo grupo e por diversas pessoas, entre as quais será de destacar as feitas no Baixo Alentejo por Heduíno Gomes, marido da cantora Ana Faria, conhecido por ter sido o secretário-geral do PCP(m-l) nos anos de brasa da Revolução e ser hoje militante do PSD. Este disco contém temas como "Pingacho", "Não Se Me Dá Que Vindimem" ou "Diabos Levem Os Ratos". Embora seja um disco importante não deixa de ter algumas deficiências, se comparado com trabalhos de outros grupos como a Brigada Victor Jara ou os Vai de Roda.
O segundo trabalho do grupo, editado em 1981 é já mais maduro. O grupo estava a evoluir e a deixar para trás algumas das limitações que se notavam no seu primeiro trabalho. A formação sofre alterações com a entrada de novos elementos (são, agora, 17 elementos), entre os quais Artur Pereira que é natural do Distrito da Guarda, mais propriamente de Soito (Sabugal). Como convidado, tocando guitarra, participa Silvestre Fonseca, natural de Famalicão de Serra. Intitulado Pelo Toque da Viola, o trabalho apresenta canções de quase todo o país, recriadas pelo grupo. Nele figuram temas como "Pelo Toque da Viola", "Chula Rabela", "Tirana Atira" ou "O Rapaz do Casaquito".
Após serem desfeitos uma série de "equívocos", no dizer de Jaime Ferreira; a banda afasta-se de alguma ingenuidade inicial e declara não ser um grupo de recolha, mas sim um grupo que usa a música já recolhida para fazer o que a sua sensibilidade pede.
O grupo parte de recolhas de César Neves e Gualdino Campos, para além de Fernando Lopes-Graça, Michel Giacometti e Margot Dias e lança o LP Estilhaços, em 1983.
Neste disco, com a formação reduzida para 10 elementos, podem encontrar-se verdadeiras pérolas da música tradicional, como "Fui-te ver, estavas lavando", "Festas de Campo Maior", "Corridinho" ou um tema da autoria de Mário Piçarra denominado "Vitral".
Desde a capa, até ao conteúdo, os Terra a Terra começavam a pertencer à vanguarda dos grupos que se dedicavam à recriação, com qualidade, da música de tradição oral.
Um último trabalho do grupo, com o título Lá Vai Jeremias, seria ainda editado, mas o grupo já não teria continuidade e com o seu fim perdeu-se bastante na música portuguesa.
Os álbuns originais do grupo foram todos reeditados em CD pela Universal Music e pela Movieplay Portuguesa.

## Integrantes
A formação inicial do grupo Terra a Terra incluía:
- Mário Piçarra (1965-2019), filho do famoso cantor Luís Piçarra
- Ana Faria, que ficou celebrizada pela interpretação de música para crianças
- Jaime Ferreira
- Rosário Pires
- Jorge Vieira
- Eduardo Torres
- Mário Luís Pontes
- Luísa Vasconcelos

O instrumental do grupo era constituído por viola, viola braguesa, cavaquinho, castanholas, ferrinhos, harmónica, caixa, gaita de foles, adufe e flauta.

## Discografia

### Álbuns de estúdio
| Ano  | Nome                | Editora                   | Formato             |
| ---- | ------------------- | ------------------------- | ------------------- |
| 1980 | Dançando Pulirando  | Polydor / Universal Music | Disco de vinil / CD |
| 1981 | Pelo Toque da Viola | Rádio Triunfo / Movieplay | Disco de vinil / CD |
| 1983 | Estilhaços          | Rádio Triunfo / Movieplay | Disco de vinil / CD |
| 1984 | Lá Vai Jeremias     | Rádio Triunfo / Movieplay | Disco de vinil / CD |

### Compilações
| Ano  | Nome                    | Editora              | Formato |
| ---- | ----------------------- | -------------------- | ------- |
| 1998 | O Melhor dos Melhores   | Movieplay Portuguesa | CD      |
| 2000 | Clássicos da Renascença | Movieplay Portuguesa | CD      |